# Ženska vaterpolska reprezentacija Ujedinjenog Kraljevstva
Ženska vaterpolska reprezentacija Velike Britanije predstavlja taj dio UK-a u međunarodnom ženskom vaterpolu.

## Nastupi na velikim natjecanjima

### Olimpijske igre
- 2012.: 8. mjesto

### Svjetska prvenstva
- 1986.: 9. mjesto
- 2003.: 16. mjesto
- 2013.: 13. mjesto

### Europska prvenstva
- 2012.: 7. mjesto
- 2014.: 8. mjesto

### Europske igre
- 2015.: 11. mjesto

## Sastav (OI 2012.)
Frances Leighton, Rosemary Morris, Robyn Nicholls, Angela Winstanley-Smith, Lisa Gibson, Rebecca Kershaw, Ciara Gibson-Byrne, Fiona McCann, Chloe Wilcox, Francesca Clayton, Francesca Painter-Snell, Alexandra Rutlidge, Hazel Musgrove